# William Congreve
William Congreve (Leeds, 24 de Janeiro de 1670 – Londres, 19 de janeiro de 1729), foi um dramaturgo e poeta inglês do período da Restauração. Ele é conhecido por seu diálogo inteligente e satírico e influência no estilo de comédia de costumes da época. Ele também foi uma figura política secundária no Partido Whig britânico.

## Carreira literária
William Congreve moldou a comédia inglesa de boas maneiras através do uso da sátira e de diálogos bem escritos. Congreve alcançou a fama em 1693, quando escreveu algumas das peças inglesas mais populares do período da Restauração. Esse período se caracterizou pelo fato de os papéis femininos começarem a ser desempenhados predominantemente por mulheres, o que ficou evidente na obra de Congreve. Uma das atrizes favoritas de Congreve era a Sra. Anne Bracegirdle, que interpretou muitos dos papéis principais femininos de suas peças.
Sua primeira peça The Old Bachelor, escrita para se divertir durante a convalescença, foi produzida no Theatre Royal, Drury Lane em 1693. Foi reconhecida como um sucesso e funcionou por um período de duas semanas quando estreou. O mentor de Congreve, John Dryden, elogiou a produção e a proclamou como uma primeira peça brilhante. A segunda peça a ser produzida foi chamada The Double-Dealer, que não teve tanto sucesso quanto a primeira. Aos trinta anos, ele escreveu quatro comédias, incluindo Love for Love (estreada em 30 de abril de 1695) encenada no Lincoln's Inn Theatre, que foi quase tão bem recebida quanto seu primeiro grande sucesso, e The Way of the World (estreou em março de 1700). Essa peça foi um fracasso na época de sua produção, mas é vista como uma de suas obras-primas hoje, e ainda está revivida. Ele escreveu uma tragédia, A Noiva de Luto (1697), que era extremamente popular na época da criação, mas agora é um de seus dramas menos considerados. Depois da produção de Love for Love, Congreve se tornou um dos gerentes do Lincoln's Inn Fields em 1695. Durante esse tempo, ele escreveu versos ocasionais para o público. Como resultado de seu sucesso e mérito literário, ele foi premiado com um dos cinco cargos de comissário para licenciar treinadores de hackney.
A carreira de Congreve como dramaturgo foi bem-sucedida, mas breve. Ele escreveu apenas cinco peças, de 1693 a 1700, no total. Em parte, isso foi em resposta às mudanças de gosto, à medida que o público se afastava do tipo de comédia sexual erudita de maneiras em que ele se especializava. Congreve pode ter sido forçado a sair do palco devido às crescentes preocupações sobre a moralidade de suas comédias teatrais. Ele teria ficado particularmente magoado com uma crítica escrita por Jeremy Collier (A Short View of the Immorality and Profaneness of the English Stage), a ponto de escrever uma longa resposta, "Emendas às citações falsas e imperfeitas do Sr. Collier." Embora não estivesse mais no palco, Congreve continuou sua arte literária. Escreveu os libretos de duas óperas que estavam sendo criadas na época e traduziu as obras de Molière.
Como um membro do Whig Kit-Kat Clube, a carreira de Congreve deslocado para o setor político, e até mesmo uma nomeação política na Jamaica em 1714 por George I. Congreve continuou a escrever, embora seu estilo tenha mudado muito. Durante seu tempo na Jamaica, ele escreveu poesia em vez de produções dramáticas completas e traduziu as obras de Homero, Juvenal, Ovídio e Horácio.

## Vida posterior
Congreve retirou-se do teatro e viveu o resto da vida com os resíduos de suas primeiras obras, os royalties recebidos quando suas peças foram produzidas, bem como sua renda privada. Sua produção de 1700 ficou restrita ao poema ocasional e alguma tradução (nomeadamente Monsieur de Pourceaugnac de Molière). Ele colaborou com Vanbrugh em uma versão em inglês de 1704 da peça chamada Squire Trelooby. Congreve nunca se casou; em sua própria época e através das gerações subsequentes, ele era famoso por suas amizades com atrizes proeminentes e nobres para as quais escreveu papéis importantes em todas as suas peças. Essas mulheres incluíam Anne Bracegirdle e Henrietta Godolphin, 2ª Duquesa de Marlborough, filha do famoso general John Churchill, 1º duque de Marlborough. Muito provavelmente Congreve e Henrietta se conheceram antes de 1703 e a duquesa posteriormente teve uma filha, Mary (1723-1764), que se acreditava ser sua filha. Após sua morte, ele deixou toda sua fortuna para a duquesa de Marlborough.
Já em 1710, Congreve sofria de gota e catarata nos olhos. Ele se envolveu em um acidente de carruagem no final de setembro de 1728, do qual nunca se recuperou (provavelmente tendo sofrido um ferimento interno); ele morreu em Londres em janeiro de 1729 e foi enterrado no Poets 'Corner na Abadia de Westminster.

## Frases famosas
Duas das frases de Congreve em A noiva de luto (1697) tornaram-se famosas, embora às vezes sejam citadas ou atribuídas erroneamente a William Shakespeare.
- "Music hath charms to soothe the savage breast.", que é a primeira linha da peça, falada por Almeria no Ato I, Cena I. Isso é frequentemente traduzido como: "A música tem encantos para acalmar o peito selvagem". Em 9 de setembro de 1956, a frase foi recitada na frente da maior audiência de televisão da época, cerca de 60,7 milhões de telespectadores, por Charles Laughton, antes de dar boa noite ao público na noite da primeira aparição de Elvis Presley no Ed Sullivan Show, que Laughton organizou naquela noite enquanto Sullivan continuou sua convalescença de 7 semanas após um terrível acidente de carro em agosto anterior.
- "O céu não tem raiva, como o amor ao ódio transformado, nem o inferno uma fúria, como uma mulher desprezada", falado por Zara no Ato III, Cena VIII, [5] mas parafraseado como "O inferno não tem fúria como uma mulher desprezada".

Congreve cunhou outra frase famosa em Love for Love (1695):
- "Ó fie, senhorita, você não deve beijar e contar."

## Trabalhos
- O velho solteiro (1693)
- The Double Dealer (1694)
- Amor por Amor (1695)
- A noiva de luto (1697)
- O Caminho do Mundo (1700)